# Landkreis Sömmerda
Der Landkreis Sömmerda ist ein Landkreis im Nordosten von Thüringen.

## Geographie
Das Territorium des Landkreises Sömmerda liegt im Gebiet der mittleren Unstrut im nordöstlichen Teil des Thüringer Beckens und erstreckt sich in Ost-West-Richtung von der Finne bis zum Unstrutstau bei Straußfurt und in Nord-Süd-Richtung von den Ausläufern der Hainleite bei Bilzingsleben bis zur Landeshauptstadt Erfurt. Nachbarkreise sind im Norden der Kyffhäuserkreis, im Osten der sachsen-anhaltische Burgenlandkreis, im Süden der Landkreis Weimarer Land und die kreisfreie Stadt Erfurt sowie im Westen der Landkreis Gotha und der Unstrut-Hainich-Kreis.

## Natur

### Naturschutzgebiete
Im Landkreis Sömmerda gibt es acht Naturschutzgebiete. Die Naturschutzgebiete Wipperdurchbruch sowie Hohe Schrecke liegen außerdem teilweise im Kyffhäuserkreis.
| NSG Nr. | Name des Gebietes    | Naturraum                            | Fläche (ha) |
| ------- | -------------------- | ------------------------------------ | ----------- |
| 015     | Finnberg             | 2.2 Hohe Schrecke – Schmücke – Finne | 0072,7      |
| 043     | Im Haken             | 3.4 Fahnersche Höhe                  | 0018,6      |
| 046     | Alperstedter Ried    | 6.3 Gera-Unstrut-Niederung           | 0101,6      |
| 047     | Schwansee            | 5.1 Innerthüringer Ackerhügelland    | 0076,8      |
| 060     | Haßlebener Ried      | 6.3 Gera-Unstrut-Niederung           | 0058,7      |
| 071     | Brembacher Weinberge | 5.1 Innerthüringer Ackerhügelland    | 0124,8      |
| 085     | Wipperdurchbruch     | 3.2 Hainich – Dün – Hainleite        | 0671,9      |
| 375     | Hohe Schrecke        | 2.2 Hohe Schrecke – Schmücke – Finne | 3459,3      |

### Naturpark
Der Naturpark Kyffhäuser liegt zu einem kleinen Teil auch im Landkreis Sömmerda.

## Geschichte
1974 wurde bei Bilzingsleben, knapp an der Nordgrenze des Landkreises, ein Rastplatz von Urmenschen (Homo erectus bilzingslebenensis) gefunden, der zu den bedeutendsten Fundstätten Europas für die Zeit um 400000 v. Chr. zählt. Die Entdeckung und Ausgrabung des Leubinger Häuptlingsgrabes war Anlass, einen ganzen Kulturkreis als „Leubinger Kultur“ zu bezeichnen (1900–1600 v. Chr.). Vor rund 3000 Jahren begannen die Menschen auch im Gebiet des jetzigen Landkreises, beherrschende Geländeerhebungen zu Wallburgen auszubauen. Diese Anlagen hatten mitunter imposante Ausdehnungen und dienten dazu, in Zeiten der Gefahr viele Menschen, deren Habe und vor allem das Nutzvieh vor Feinden zu „bergen“, zu verbergen und zu schützen. Besonders bedeutend für die Region war die Monraburg bei Burgwenden. Vor etwa 2500 Jahren wanderten von Norden her Germanen ein. Das Gebiet des heutigen Landkreises Sömmerda wurde ein Teil des „Hermundurenlands“, so genannt nach dem Namen der germanischen Stammesgruppe, die im mitteldeutschen Raum dominant war und aus der sich unter Einbeziehung anderer germanischer Stämme (Angeln, Warnen) um 400 n. Chr. das Volk der Thüringer herausbildete. Das Gebiet zählte zum Kernland des Thüringer Königreiches. Mit der Zerschlagung dieses Reiches 531 n. Chr. herrschten die Beauftragten fränkischer Könige und Kaiser über das Gebiet, verwalteten es, errichteten Siedlungen und förderten den Landesausbau. Viele der heutigen Ortschaften im Landkreis wurden schon im 8. und 9. Jahrhundert urkundlich erfasst. In dieser frühmittelalterlichen Zeit kam es auch zu Einwanderungen slawischer Siedler in die Region: Thüringer, Franken und Slawen (Wenden) verschmolzen mehr und mehr miteinander, kultivierten die Landschaft und erweiterten ihren Siedlungsraum. Einhergehend mit der Eingliederung Thüringens in das Frankenreich vollzog sich seit dem 8. Jahrhundert die zunehmende Christianisierung Thüringens. Zu den mächtigsten Feudalherren des 9. Jahrhunderts gehörten die Landgrafen von Thüringen (Runneburg/Weißensee) sowie die Grafen von Beichlingen und Hohenstein. Letztere wurden Mitte des 14. Jahrhunderts durch die Grafen von Schwarzburg abgelöst. Aber auch die Stadt Erfurt respektive das Fürstentum Mainz verfügten seit 1418 über Territorialbesitz im Kreis. Durch den Ausbau der Landeshoheit kam es zur Entstehung der Städte – Ackerbürgerstädte, deren wirtschaftliches Leben besonders stark von der Landwirtschaft, dem Waidanbau („Göttergabe Thüringens“) geprägt war.
Nach dem Wiener Kongress wurde das Gebiet staatlich neu gegliedert, wobei der größte Teil 1815 an das Königreich Preußen gelangte. Der westliche Teil dieses preußischen Gebietes gehörte zum Kreis Weißensee und der östliche zum Kreis Eckartsberga. Nach der Abdankung der thüringischen Fürstenhäuser 1918 und der Bildung des Landes Thüringen wurden die bis dahin zum Großherzogtum Sachsen-Weimar-Eisenach gehörenden Gemeinden in den neu gebildeten Thüringer Landkreis Weimar eingegliedert. 1932 wurden die Landkreise Weißensee und Erfurt zu einem neuen Landkreis Weißensee zusammengeschlossen. 1945 erfolgte dessen Eingliederung in das Land Thüringen. 1950 wurde der Landkreis Weißensee aufgelöst und zu einem großen Teil Bestandteil des neu gebildeten Kreises Erfurt-Land; der sachsen-anhaltische Landkreis Eckartsberga wurde in Landkreis Kölleda umbenannt. Mit der Neugliederung 1952 entstand dann der Kreis Sömmerda, der dem Bezirk Erfurt zugeordnet wurde.
Nach der Wiedervereinigung der beiden deutschen Staaten wurde der Kreis Sömmerda 1990 zum Landkreis Sömmerda des neuen Landes Thüringen. Bei der Gebietsreform 1994 wurde der Landkreis im Süden um Teile des ehemaligen Kreises Erfurt-Land und im Norden durch Teile des ehemaligen Kreises Artern vergrößert.

### Einwohnerentwicklung

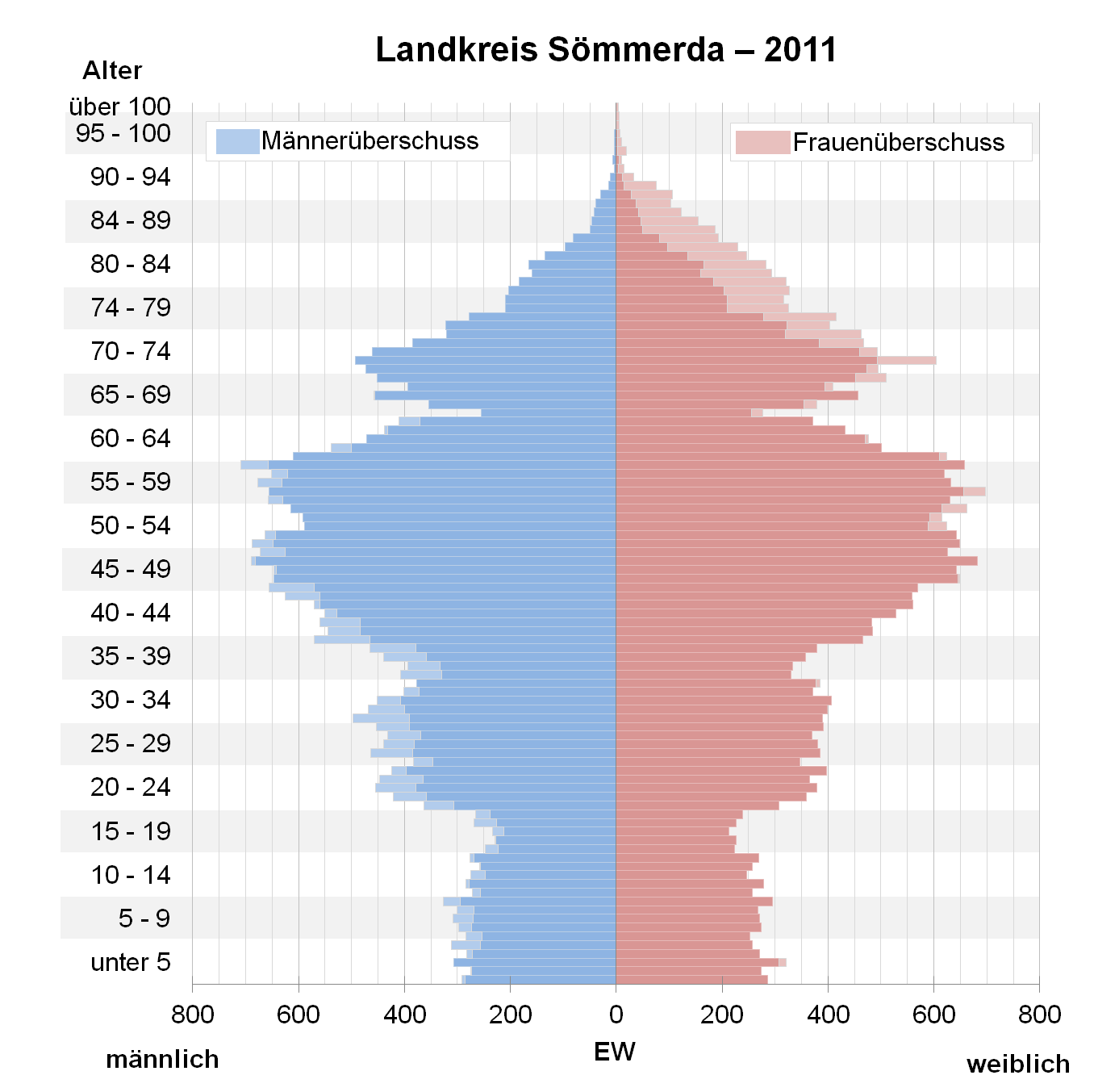
Bevölkerungspyramide für den Kreis Sömmerda (Datenquelle: Zensus 2011)

| Jahr | Einwohner |
| ---- | --------- |
| 1994 | 82.667    |
| 1995 | 82.635    |
| 1996 | 82.543    |
| 1997 | 82.483    |
| 1998 | 82.158    |
| 1999 | 81.884    |
| 2000 | 81.204    |
| 2001 | 80.323    |

| Jahr | Einwohner |
| ---- | --------- |
| 2002 | 79.592    |
| 2003 | 78.671    |
| 2004 | 77.831    |
| 2005 | 76.865    |
| 2006 | 76.097    |
| 2007 | 75.257    |
| 2008 | 74.359    |
| 2009 | 73.688    |

| Jahr | Einwohner |
| ---- | --------- |
| 2010 | 72.777    |
| 2011 | 72.345    |
| 2012 | 71.005    |
| 2013 | 70.833    |
| 2014 | 70.534    |
| 2015 | 70.600    |
| 2016 | 70.118    |
| 2017 | 70.027    |

| Jahr | Einwohner |
| ---- | --------- |
| 2018 | 69.655    |
| 2019 | 69.427    |
| 2020 | 69.107    |
| 2021 | 68.717    |
| 2022 | 68.325    |
| 2023 | 68.109    |
| 2024 | 67.693    |

Datenquelle: ab 1994 Thüringer Landesamt für Statistik – Werte vom 31. Dezember

## Wirtschaft
Das Bild des Landkreises Sömmerda wird geprägt von einer intensiv genutzten Agrarlandschaft. Die Region um Kindelbrück ist hierbei traditionelles Obstanbaugebiet. Die Industrialisierung begann nach der Gründung der ersten Gewehrfabrik durch Johann Nikolaus von Dreyse 1840 in der Kreisstadt Sömmerda. 1901 wird die Dreysische Gewehrfabrik ein Unternehmen des Rheinmetall-Konzerns, 1920 wurde mit der Produktion von Schreib- und 2 Jahre später mit der Produktion von Rechenmaschinen begonnen. 1945 entwickelte sich das Werk zum Büromaschinenwerk Sömmerda mit bis zu 12.000 Beschäftigten. Im nach der Wende auf dem Gebiet neu entstandenen Industriepark haben sich inzwischen wieder zahlreiche Unternehmen und Einrichtungen etabliert. Auch haben sich im Landkreis wieder Computerhersteller wie Fujitsu Siemens und logatec angesiedelt, die inzwischen europaweit zu den größten Herstellern zählen. Die anderen Kleinstädte blieben ländlich, von Handwerk und Kleinindustrie geprägt. Kölleda brachte im 19. Jahrhundert der intensive Anbau von Heilkräutern den Beinamen „Pfefferminzstadt“ ein.
Die größten Unternehmen im Kreis sind Mubea Fahrwerksfedern in Weißensee mit 530 Mitarbeitern, Fujitsu Siemens in Sömmerda mit 360 Mitarbeitern, Funkwerk AG in Kölleda mit 350 Mitarbeitern, EUT Erdrich Umformtechnik in Sömmerda mit 320 Mitarbeitern und MDC Power (Mercedes-Benz-Motorenwerk) in Kölleda mit 1.400 Mitarbeitern.
Jährlich findet die regionale Leistungsschau der Wirtschaft im Landkreis Sömmerda mit dem Namen SÖM statt. Mit der SÖM erhalten die Unternehmen, Handwerker und Dienstleister des Landkreises die Möglichkeit, ihre Leistungen und Produkte auf regionaler Ebene anzubieten und mit den Verbrauchern und Kunden vor Ort ins Gespräch zu kommen.
Im Zukunftsatlas 2016 belegte der Landkreis Sömmerda Platz 360 von 402 Landkreisen und kreisfreien Städten in Deutschland und zählt damit zu den Regionen mit „Zukunftsrisiken“.

### Arbeitslosigkeit
Entwicklung der Arbeitslosenquote im Landkreis:
| - 1996 – 18,0 % - 1997 – 21,2 % - 1998 – 20,1 % - 1999 – 18,4 % | - 2000 – 17,9 % - 2001 – 18,2 % - 2002 – 19,5 % - 2003 – 21,2 % | - 2004 – 20,6 % - 2005 – 21,2 % - 2006 – 19,3 % - 2007 – 16,0 % | - 2008 – 14,7 % - 2009 – 13,4 % - 2010 – 11,2 % - 2011 – 10,5 % | - 2012 – 9,8 % - 2013 – 9,6 % - 2014 – 8,7 % - 2015 – 7,9 % | - 2016 – 6,8 % |

### Verkehr

#### Straßen
Gegenwärtig verfügt der Landkreis über ein Straßennetz mit den Bundesstraßen 4, 85, 86 und 176. Durch die Fertigstellung der Bundesautobahn 71 im Jahre 2015 wurde die Verkehrserschließung wesentlich verbessert.

#### Eisenbahn
Das Eisenbahnnetz umfasst im Landkreis die Süd-Nord-Verbindungen von Erfurt nach Bad Langensalza, Nordhausen und Sangerhausen/Magdeburg sowie die Ost-West-Verbindung Naumburg–Bad Langensalza. Die erste Eisenbahnstrecke wurde im Westen des Kreises 1869 von der Nordhausen-Erfurter Eisenbahn-Gesellschaft über Straußfurt eröffnet. Von hier führt seit 1874 die Saale-Unstrut-Eisenbahn ostwärts über Buttstädt nach Großheringen. Sömmerda wurde 1879 zum Knotenpunkt, hier kreuzt die Nord-Süd-Strecke der Magdeburg-Halberstädter Eisenbahngesellschaft von Sangerhausen nach Erfurt die Saale-Unstrut-Eisenbahn. Die Preußische Staatsbahn ergänzte um die Jahrhundertwende das Bahnnetz: 1897 erhielten zwei Gemeinden in der Südwestecke des Kreises Stationen an der Strecke Bad Langensalza-Erfurt, ausgehend vom Knoten Straußfurt kam 1906 eine Bahnlinie nach Bad Tennstedt hinzu und 1914 wurde eine Querverbindung von Kölleda in Richtung Lossa an der Finne-Laucha hergestellt. Die Weimar-Rastenberger Eisenbahn-Gesellschaft hatte 1887 von Weimar aus Schmalspurbahnen in den Kreis Sömmerda und zwar sowohl nach Großrudestedt, als auch über Guthmannshausen nach Rastenberg mit einer Stichbahn (* 1891) nach Buttstädt geführt. Später – im Jahre 1910 – verband sie Buttstädt und Rastenberg unmittelbar mit einer normalspurigen Bahn.
So war das Schienennetz im Jahre 1906 auf 121 km angewachsen, davon 25 km Schmalspur.
Nach den folgenden Stilllegungen:
- 1910: Buttstädt – Mannstedt 3 km (Meterspur)
- 1923: (Buttelstedt–)Guthmannshausen – Rastenberg 13 km (Meterspur)
- 1946: (Buttelstedt–)Markvippach – Großrudestedt 9 km (Meterspur)
- 1947: Kölleda – Ostramondra – Rothenberga (– Lossa) 18 km
- 1968: Buttstädt – Hardisleben – Rastenberg 5 km
- 1998: (Bad Tennstedt –) Schwerstedt – Straußfurt 8 km

sind heute noch 88 km in Betrieb.

#### Luftverkehr
Im Luftverkehr besteht der Verkehrslandeplatz Sömmerda/Dermsdorf (Ortsteil von Kölleda).

## Politik

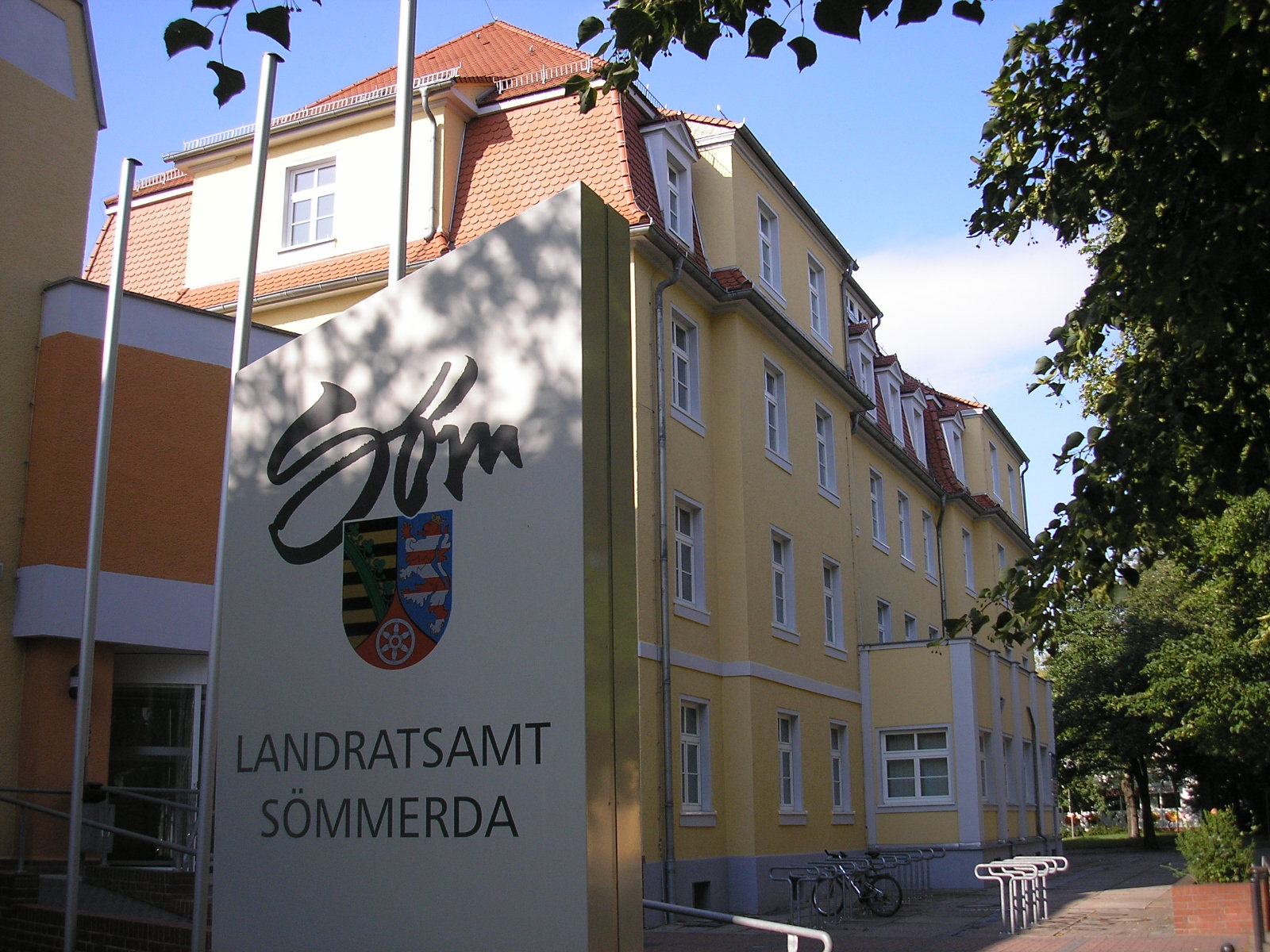
Landratsamt in Sömmerda

### Kreistag
Die Kommunalwahl am 26. Mai 2024 führte zum in den Diagrammen dargestellten Ergebnis.
- Linke: 5
- SPD: 2
- Grüne: 1
- GfSuL: 2
- FW: 2
- FDP: 1
- CDU: 14
- AfD: 13

| Partei | Sitzverteilung nach den Wahlen | Sitzverteilung nach den Wahlen | Sitzverteilung nach den Wahlen | Sitzverteilung nach den Wahlen | Sitzverteilung nach den Wahlen |
| Partei | 2004                           | 2009                           | 2014                           | 2019                           | 2024                           |
| CDU    | 21                             | 17                             | 18                             | 15                             | 14                             |
| AfD    | –                              | –                              | –                              | 07                             | 13                             |
| LINKE  | 13                             | 11                             | 09                             | 07                             | 05                             |
| SPD    | 04                             | 04                             | 04                             | 03                             | 02                             |
| FW     | 0–                             | 04                             | 04                             | 03                             | 02                             |
| GfSuL  | 0–                             | 0–                             | 0–                             | 0–                             | 02                             |
| GRÜNE  | 0–                             | 01                             | 01                             | 02                             | 01                             |
| FDP    | 02                             | 03                             | 02                             | 02                             | 01                             |
| NPD    | 0–                             | 0–                             | 02                             | 01                             | 0–                             |
| Gesamt | 40                             | 40                             | 40                             | 40                             | 40                             |

(Stand: Kommunalwahl am 26. Mai 2024)

### Landrat
Landrat des Landkreises Sömmerda ist seit 2024 Christian Karl (CDU).

#### Ehemalige Landräte
- 1990–2012: Rüdiger Dohndorf (CDU)
- 2012–2024: Harald Henning (CDU)

### Wappen und Flagge

Flagge des Landkreises Sömmerda

Blasonierung: „Gespalten mit einer eingepfropften Spitze, vorn neunmal von Schwarz über Gold geteilt und mit einem grünen Rautenkranz belegt; hinten in Blau ein siebenmal von Rot über Silber geteilter, golden bewehrter und gekrönter Löwe, in der Spitze ein silbernes sechsspeichiges Rad auf rotem Grund.“
Bedeutung: Der Löwe der ludowingischen Landgrafen von Thüringen verweist darauf, dass dieses Geschlecht in einem Teil des heutigen Territoriums des Landkreises Sömmerda eines ihrer Kerngebiete besaß, dessen Mittelpunkt die Runneburg in Weißensee bildete. Der sächsische Rautenkranz steht zunächst für die ernestinischen und albertinischen Gebietsteile, zum anderen aber auch für die später provinzsächsischen und sachsen-anhaltischen Ortschaften des heutigen Kreises. Er soll auf die wechselvolle Territorialgeschichte des Kreises hindeuten. Das silberne Rad auf rotem Grund steht für die ehemaligen erfurtischen bzw. kurmainzischen Gebiete.
Eine Übersicht zu den Wappen der Städte und Gemeinden des Landkreises findet man in der Liste der Wappen im Landkreis Sömmerda.
Der Landkreis Sömmerda ist seit dem 20. Dezember 1999 berechtigt, eine Flagge zu führen. Der Beschluss zur Einführung der Flagge als Hoheitszeichen des Kreises war durch den Kreistag am 10. November 1999 gefasst worden. Die Flagge ist weiß-rot gespalten und trägt das Kreiswappen.

## Gemeinden
Sömmerda ist als Mittelzentrum ausgewiesen.
Grundzentren sind Buttstädt, Gebesee, Kölleda und Weißensee.
(Einwohner am 31. Dezember 2024)
| gemeinschaftsfreie Gemeinden 1. Buttstädt, Landgemeinde (6.470) 2. Kölleda, Stadt * (6.467) 3. Sömmerda, Stadt (18.503) 4. Weißensee, Stadt (3.598) | erfüllende Gemeinden 1. Elxleben (2.229), erfüllende Gemeinde auch für 1. Witterda (1.068) |  |

Verwaltungsgemeinschaften

* Verwaltungssitz
| - 1. Verwaltungsgemeinschaft Gera-Aue (5.020) 1. Andisleben (600) 2. Gebesee, Stadt * (2.181) 3. Ringleben (471) 4. Walschleben (1.768) - 2. Verwaltungsgemeinschaft Gramme-Vippach (8.965) 1. Alperstedt (732) 2. Eckstedt (570) 3. Großmölsen (226) 4. Großrudestedt (1.840) 5. Kleinmölsen (299) 6. Markvippach (535) 7. Nöda (789) 8. Ollendorf (424) 9. Schloßvippach * (1.309) 10. Sprötau (835) 11. Udestedt (755) 12. Vogelsberg (651) | - 3. Verwaltungsgemeinschaft Kindelbrück (4.973) 1. Büchel (226) 2. Griefstedt (235) 3. Günstedt (689) 4. Kindelbrück, Landgemeinde * (3.823) - 4. Verwaltungsgemeinschaft Kölleda (3.864) [Sitz: Kölleda] 1. Großneuhausen (636) 2. Kleinneuhausen (431) 3. Ostramondra (437) 4. Rastenberg, Stadt (2.360) | - 5. Verwaltungsgemeinschaft Straußfurt (6.536) 1. Gangloffsömmern (915) 2. Haßleben (930) 3. Riethnordhausen (971) 4. Schwerstedt (538) 5. Straußfurt * (1.930) 6. Werningshausen (635) 7. Wundersleben (617) |

Zu den Begriffen „Verwaltungsgemeinschaft“ bzw. „erfüllende Gemeinde“ siehe Verwaltungsgemeinschaft und erfüllende Gemeinde (Thüringen).

## Gebietsveränderungen

### Gemeinden
- Auflösung der Gemeinde Schallenburg – Eingliederung nach Sömmerda (6. Mai 1993)[11]
- Auflösung der Gemeinde Scherndorf – Eingliederung nach Weißensee (6. Mai 1993)[11]
- Auflösung der Gemeinde Waltersdorf – Eingliederung nach Weißensee (8. Juni 1993)[11]
- Auflösung der Gemeinde Dermsdorf – Eingliederung nach Kölleda (22. Januar 1994)[11]
- Auflösung der Gemeinden Frohndorf, Leubingen, Orlishausen und Tunzenhausen – Eingliederung nach Sömmerda (8. März 1994)[11]
- Auflösung der Gemeinde Ottenhausen – Eingliederung nach Weißensee (8. März 1994)[11]
- Auflösung der Gemeinde Bachra, Roldisleben und Rothenberga – Eingliederung nach Rastenberg (25. März 1994)[11]
- Auflösung der Gemeinde Töttelstädt – Eingliederung nach Erfurt (12. Oktober 1994)
- Auflösung der Gemeinde Großmonra – Eingliederung nach Kölleda (31. Dezember 2012)
- Auflösung der Gemeinde Schillingstedt – Eingliederung nach Sömmerda (6. Juli 2018)
- Auflösung der Gemeinden Buttstädt (Stadt), Ellersleben, Eßleben-Teutleben, Großbrembach, Guthmannshausen, Hardisleben, Kleinbrembach, Mannstedt, Olbersleben und Rudersdorf – Neubildung der Landgemeinde Buttstädt (1. Januar 2019)
- Auflösung der Gemeinden Bilzingsleben, Frömmstedt, Kannawurf und Kindelbrück (Stadt) – Neubildung der Landgemeinde Kindelbrück (1. Januar 2019)
- Auflösung der Gemeinde Herrnschwende – Eingliederung nach Weißensee (1. Januar 2019)
- Auflösung der Gemeinde Beichlingen – Eingliederung nach Kölleda (1. Januar 2019)
- Auflösung der Gemeinde Henschleben – Eingliederung nach Straußfurt (31. Dezember 2019)
- Auflösung der Gemeinde Riethgen – Eingliederung nach Kindelbrück (1. Januar 2023)

### Verwaltungsgemeinschaften und erfüllende Gemeinden
- Gründung der Verwaltungsgemeinschaft Buttstädt (1. Januar 1991)[12]
- Gründung der Verwaltungsgemeinschaft Kindelbrück (1. Januar 1991)
- Gründung der Verwaltungsgemeinschaft Schloßvippach (1. Juli 1991)
- Gründung der Verwaltungsgemeinschaft Großrudestedt (1. Februar 1992)
- Gründung der Verwaltungsgemeinschaft Scherkondetal (5. Mai 1992)
- Gründung der Verwaltungsgemeinschaft Grammeaue (11. Mai 1992)
- Gründung der Verwaltungsgemeinschaft Straußfurt (27. März 1993)[13]
- Gründung der Verwaltungsgemeinschaft Gera-Aue (9. April 1994)[14]
- Gründung der Verwaltungsgemeinschaft Kölleda (14. April 1994)[15]
- Erweiterung der Verwaltungsgemeinschaft Kindelbrück um die Gemeinden Günstedt und Herrnschwende (18. Juni 1994)[16]
- Auflösung der Verwaltungsgemeinschaften Großrudestedt und Grammeaue – Zusammenschluss zur Verwaltungsgemeinschaft Gramme-Aue (10. September 1994)[17]
- Erweiterung der Verwaltungsgemeinschaft Straußfurt um die Gemeinde Haßleben (11. Oktober 1994)[18]
- Erweiterung der Verwaltungsgemeinschaft Straußfurt um die Gemeinde Riethnordhausen (1. Januar 1995)[18]
- Ausgliederung der Gemeinden Kleinbrembach und Großbrembach aus der Verwaltungsgemeinschaft Scherkondetal – Erweiterung der Verwaltungsgemeinschaft Buttstädt um die Gemeinden Kleinbrembach und Großbrembach (4. Februar 1995)[19]
- Elxleben wird erfüllende Gemeinde für Witterda (1. Januar 1997)[20]
- Erweiterung der Verwaltungsgemeinschaft Kölleda um die Gemeinde Schillingstedt (1. Januar 1997)[20]
- Auflösung der Verwaltungsgemeinschaften Scherkondetal und Schloßvippach – Bildung der Verwaltungsgemeinschaft An der Marke aus den Mitgliedsgemeinden (1. Januar 1997)[20]
- Erweiterung der Verwaltungsgemeinschaft Kölleda um die Stadt Rastenberg (1. Januar 2007)[21]
- Ausgliederung der Gemeinde Schillingstedt aus der Verwaltungsgemeinschaft Kölleda (6. Juli 2018)
- Auflösung der Verwaltungsgemeinschaft Buttstädt – Bildung der Landgemeinde Buttstädt aus den Mitgliedsgemeinden (1. Januar 2019)
- Ausgliederung der Gemeinde Herrnschwende aus der Verwaltungsgemeinschaft Kindelbrück (1. Januar 2019)
- Auflösung der Verwaltungsgemeinschaften Gramme-Aue und An der Marke – Bildung der Verwaltungsgemeinschaft Gramme-Vippach (31. Dezember 2019)
- Die Stadt Kölleda verlässt die Verwaltungsgemeinschaft Kölleda, bleibt jedoch ihr Verwaltungssitz (1. Januar 2021)

## Kfz-Kennzeichen
Anfang 1991 erhielt der Landkreis das Unterscheidungszeichen SÖM. Es wird durchgängig bis heute ausgegeben.